# Archiv Národní knihovny České republiky

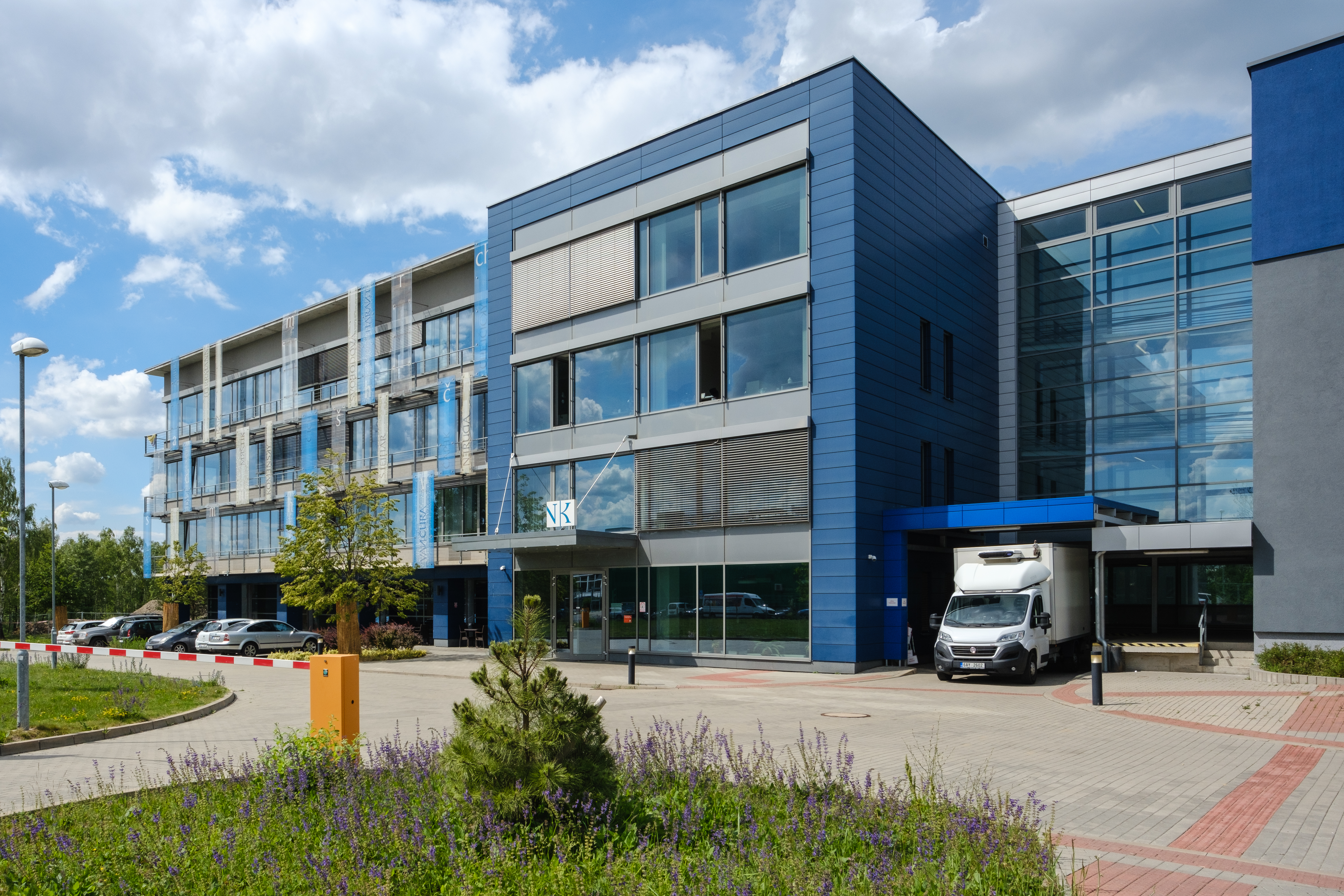
Sídlo archivu, Centrální depozitář Národní knihovny ČR v Hostivaři

Archiv Národní knihovny České republiky (často jen Archiv Národní knihovny, ANK) je specializovaný archiv Národní knihovny České republiky, vznikl roku 1990 a akreditaci u ministerstva vnitra získal roku 2007. Sídlí v Centrálním depozitáři NK v Praze-Hostivaři, Sodomkova 2, zastávka autobusu MHD Myšlínská.
Archiv spravuje (v roce 2023) 76 fondů a sbírek, což tvoří 6996 hlavních evidenčních jednotek a 436,80 běžných metrů. Jedná se o produkci spisových služeb Národní knihovny a jejich právních předchůdců, jakož i fondy
a sbírky soukromých osob a právnických institucí,
které byly knihovně předány. Badatelsky zajímavou skupinu tvoří osobní pozůstalosti zaměstnanců knihovny i dalších osobností (František Xaver Josef Beneš, Jiří Cejpek, Karel Chyba František Horák, Zdeněk Václav Tobolka, Emma Urbánková, Bedřiška Wižďálková ad.). Archiv spravuje i řadu sbírek ke knihovnické činnosti, ovšem i k tématům souvisejícími volně s fungováním knihovny získaných z různých zdrojů.